# AniBuzz
『aniBuzz』（あにばず）は、2022年4月2日から2024年3月29日までZIP-FMで放送されていたラジオ番組。

## 概要
2022年春に行われた大規模改編の一環で、それまで放送されていたサブカル専門番組『SCK -サブカルキングダム-』を一新し、同年4月2日に放送開始。SNSで公式に用いられていた、番組ハッシュタグは「#あにばず」。
アニメ好きとしても知られる永田レイナが、声優を目指すナビゲーター・Hillaryとともにアニメ・漫画・ゲームの魅力について紹介する。
番組開始当初は永田とHillaryのツイン体制であったが、2022年9月24日放送回をもって永田が番組を卒業し、以降はHillaryによる単独進行となった。2023年10月6日放送分より放送時間を90分に拡大した。

## ナビゲーター
- Hillary（2022年4月2日 - 2024年3月29日）
- 永田レイナ（2022年4月2日 - 2022年9月24日）

## コーナー
神回コレクション
通称「神コレ」。テレビアニメの「神回」を紹介するコーナー。
リスナーが「神回」だと思うシーンをメッセージで送り、採用されるとaniBuzzオリジナルステッカーがプレゼントされる。
REIry Memoria
リスナーからの趣味・趣向を聞き、オススメのアニメを永田とHillaryが伝授するコーナー。永田の番組卒業により9月で終了。

## 放送時間
時間はJSTで記す。
- 2022年4月2日 - 2023年3月25日 : 土曜 22時30分 〜 翌00時30分
- 2023年4月1日（3月31日深夜）- 9月30日（9月29深夜） : 土曜（金曜深夜）0時 〜 1時
- 2023年10月6日 - 2024年3月29日 : 金曜 23時30分 〜 翌01時